# Liste der Nummer-eins-Hits in der Schweiz (1990)
Dies ist eine Liste der Nummer-eins-Hits in der Schweiz im Jahr 1990. Sie basiert auf den Top 30 Singles und Top 40 Alben der offiziellen Schweizer Hitparade. Es gab in diesem Jahr zwölf Nummer-eins-Singles und zehn Nummer-eins-Alben.

## Singles
| ← 1989 ← | Liste der Nummer-eins-Hits in der Schweiz | Liste der Nummer-eins-Hits in der Schweiz | Liste der Nummer-eins-Hits in der Schweiz                                                                 | 1991 →                    |
| \| Zeitraum \| Wo. ges. \| Interpret \| Titel Autor(en) \| Zusätzliche Informationen \| \| (Zeitraum, Wochen auf Platz eins, Interpret, Titel, Autor[en], zusätzliche Informationen) \| \| \| \| \| \| ----------------------------------------------------------------------------------------- \| -------- \| -------------------------------- \| --------------------------------------------------------------------------------------------------------- \| ------------------------- \| \| 3. Dezember 1989 – 3. Februar 1990 9 Wochen (insgesamt 10) \| 10 \| Milli Vanilli \| Girl I’m Gonna Miss You Peter Bischof-Fallenstein, Frank Farian, Dietmar Kawohl \| – \| \| 4. Februar 1990 – 10. Februar 1990 1 Woche \| 1 \| Phil Collins \| Another Day in Paradise Phil Collins \| – \| \| 11. Februar 1990 – 17. Februar 1990 1 Woche (insgesamt 10) \| 10 \| Milli Vanilli \| Girl I’m Gonna Miss You Peter Bischof-Fallenstein, Frank Farian, Dietmar Kawohl \| – \| \| 18. Februar 1990 – 24. Februar 1990 1 Woche \| 1 \| Technotronic \| Get Up! (Before the Night Is Over) Joris Omer Y Bogaert, Manuela Kamosi \| – \| \| 25. Februar 1990 – 5. Mai 1990 10 Wochen \| 10 \| Sinéad O’Connor \| Nothing Compares 2 U Prince \| – \| \| 6. Mai 1990 – 2. Juni 1990 4 Wochen \| 4 \| Snap! \| The Power Benito Benites, John Virgo Garrett III, Toni Colandreo \| – \| \| 3. Juni 1990 – 30. Juni 1990 4 Wochen \| 4 \| Alannah Myles \| Black Velvet Christopher William Ward, David Tyson \| – \| \| 1. Juli 1990 – 7. Juli 1990 1 Woche \| 1 \| Edoardo Bennato & Gianna Nannini \| Un’estate italiana Musik: Giorgio G. Moroder; Text: Edoardo Bennato, Gianna Nannini, Thomas Ross Whitlock \| – \| \| 8. Juli 1990 – 6. Oktober 1990 13 Wochen \| 13 \| Matthias Reim \| Verdammt, ich lieb’ Dich Bernd Dietrich, Matthias Reim \| – \| \| 7. Oktober 1990 – 20. Oktober 1990 2 Wochen (insgesamt 3) \| 3 \| Roxette \| It Must Have Been Love Per Hakan Gessle \| – \| \| 21. Oktober 1990 – 27. Oktober 1990 1 Woche \| 1 \| DNA feat. Suzanne Vega \| Tom’s Diner Suzanne Vega \| – \| \| 28. Oktober 1990 – 3. November 1990 1 Woche (insgesamt 3) \| 3 \| Roxette \| It Must Have Been Love Per Hakan Gessle \| – \| \| 4. November 1990 – 15. Dezember 1990 6 Wochen \| 6 \| Londonbeat \| I’ve Been Thinking About You George Edward Chandler, Jimmy Chambers, William Henshall, Jimmy Helms \| – \| \| 16. Dezember 1990 – 2. März 1991 11 Wochen \| 11 \| Enigma \| Sadeness (Part I) Musik: M. C. Curly, F. Gregorian; Text: M. C. Curly, David Fairstein \| – \| |                                           |                                           | |                           |
| ← 1989 |                                           |                                           | | → 1991 →                  |
| Zeitraum | Wo. ges.                                  | Interpret                                 | Titel Autor(en)                                                                                           | Zusätzliche Informationen |
| (Zeitraum, Wochen auf Platz eins, Interpret, Titel, Autor[en], zusätzliche Informationen) |                                           |                                           | |                           |
| 3. Dezember 1989 – 3. Februar 1990 9 Wochen (insgesamt 10) | 10                                        | Milli Vanilli                             | Girl I’m Gonna Miss You Peter Bischof-Fallenstein, Frank Farian, Dietmar Kawohl                           | –                         |
| 4. Februar 1990 – 10. Februar 1990 1 Woche | 1                                         | Phil Collins                              | Another Day in Paradise Phil Collins                                                                      | –                         |
| 11. Februar 1990 – 17. Februar 1990 1 Woche (insgesamt 10) | 10                                        | Milli Vanilli                             | Girl I’m Gonna Miss You Peter Bischof-Fallenstein, Frank Farian, Dietmar Kawohl                           | –                         |
| 18. Februar 1990 – 24. Februar 1990 1 Woche | 1                                         | Technotronic                              | Get Up! (Before the Night Is Over) Joris Omer Y Bogaert, Manuela Kamosi                                   | –                         |
| 25. Februar 1990 – 5. Mai 1990 10 Wochen | 10                                        | Sinéad O’Connor                           | Nothing Compares 2 U Prince                                                                               | –                         |
| 6. Mai 1990 – 2. Juni 1990 4 Wochen | 4                                         | Snap!                                     | The Power Benito Benites, John Virgo Garrett III, Toni Colandreo                                          | –                         |
| 3. Juni 1990 – 30. Juni 1990 4 Wochen | 4                                         | Alannah Myles                             | Black Velvet Christopher William Ward, David Tyson                                                        | –                         |
| 1. Juli 1990 – 7. Juli 1990 1 Woche | 1                                         | Edoardo Bennato & Gianna Nannini          | Un’estate italiana Musik: Giorgio G. Moroder; Text: Edoardo Bennato, Gianna Nannini, Thomas Ross Whitlock | –                         |
| 8. Juli 1990 – 6. Oktober 1990 13 Wochen | 13                                        | Matthias Reim                             | Verdammt, ich lieb’ Dich Bernd Dietrich, Matthias Reim                                                    | –                         |
| 7. Oktober 1990 – 20. Oktober 1990 2 Wochen (insgesamt 3) | 3                                         | Roxette                                   | It Must Have Been Love Per Hakan Gessle                                                                   | –                         |
| 21. Oktober 1990 – 27. Oktober 1990 1 Woche | 1                                         | DNA feat. Suzanne Vega                    | Tom’s Diner Suzanne Vega                                                                                  | –                         |
| 28. Oktober 1990 – 3. November 1990 1 Woche (insgesamt 3) | 3                                         | Roxette                                   | It Must Have Been Love Per Hakan Gessle                                                                   | –                         |
| 4. November 1990 – 15. Dezember 1990 6 Wochen | 6                                         | Londonbeat                                | I’ve Been Thinking About You George Edward Chandler, Jimmy Chambers, William Henshall, Jimmy Helms        | –                         |
| 16. Dezember 1990 – 2. März 1991 11 Wochen | 11                                        | Enigma                                    | Sadeness (Part I) Musik: M. C. Curly, F. Gregorian; Text: M. C. Curly, David Fairstein                    | –                         |

## Alben
| ← 1989 ← | Liste der Nummer-eins-Hits in der Schweiz | Liste der Nummer-eins-Hits in der Schweiz | Liste der Nummer-eins-Hits in der Schweiz | 1991 →                    |
| \| Zeitraum \| Wo. ges. \| Interpret \| Titel \| Zusätzliche Informationen \| \| (Zeitraum, Wochen auf Platz eins, Interpret, Titel, zusätzliche Informationen) \| \| \| \| \| \| ------------------------------------------------------------------------------ \| -------- \| -------------------------------- \| -------------------------------- \| ------------------------- \| \| 3. Dezember 1989 – 24. März 1990 16 Wochen \| 16 \| Phil Collins \| … But Seriously \| – \| \| 25. März 1990 – 12. Mai 1990 7 Wochen \| 7 \| Sinéad O’Connor \| I Do Not Want What I Haven’t Got \| – \| \| 13. Mai 1990 – 2. Juni 1990 3 Wochen \| 3 \| Eros Ramazzotti \| In ogni senso \| – \| \| 3. Juni 1990 – 21. Juli 1990 7 Wochen \| 7 \| Alannah Myles \| Alannah Myles \| – \| \| 22. Juli 1990 – 28. Juli 1990 1 Woche \| 1 \| Vaya Con Dios \| Night Owls \| – \| \| 29. Juli 1990 – 6. Oktober 1990 10 Wochen \| 10 \| Matthias Reim \| Reim \| – \| \| 7. Oktober 1990 – 3. November 1990 4 Wochen \| 4 \| Polo Hofer und die Schmetterband \| Eden \| – \| \| 4. November 1990 – 8. Dezember 1990 5 Wochen \| 5 \| ZZ Top \| Recycler \| – \| \| 9. Dezember 1990 – 15. Dezember 1990 1 Woche \| 1 \| David Hasselhoff \| Crazy for You \| – \| \| 16. Dezember 1990 – 2. Februar 1991 7 Wochen \| 7 \| Elton John \| The Very Best of Elton John \| – \| |                                           |                                           |                                           |                           |
| ← 1989 |                                           |                                           |                                           | → 1991 →                  |
| Zeitraum | Wo. ges.                                  | Interpret                                 | Titel                                     | Zusätzliche Informationen |
| (Zeitraum, Wochen auf Platz eins, Interpret, Titel, zusätzliche Informationen) |                                           |                                           |                                           |                           |
| 3. Dezember 1989 – 24. März 1990 16 Wochen | 16                                        | Phil Collins                              | … But Seriously                           | –                         |
| 25. März 1990 – 12. Mai 1990 7 Wochen | 7                                         | Sinéad O’Connor                           | I Do Not Want What I Haven’t Got          | –                         |
| 13. Mai 1990 – 2. Juni 1990 3 Wochen | 3                                         | Eros Ramazzotti                           | In ogni senso                             | –                         |
| 3. Juni 1990 – 21. Juli 1990 7 Wochen | 7                                         | Alannah Myles                             | Alannah Myles                             | –                         |
| 22. Juli 1990 – 28. Juli 1990 1 Woche | 1                                         | Vaya Con Dios                             | Night Owls                                | –                         |
| 29. Juli 1990 – 6. Oktober 1990 10 Wochen | 10                                        | Matthias Reim                             | Reim                                      | –                         |
| 7. Oktober 1990 – 3. November 1990 4 Wochen | 4                                         | Polo Hofer und die Schmetterband          | Eden                                      | –                         |
| 4. November 1990 – 8. Dezember 1990 5 Wochen | 5                                         | ZZ Top                                    | Recycler                                  | –                         |
| 9. Dezember 1990 – 15. Dezember 1990 1 Woche | 1                                         | David Hasselhoff                          | Crazy for You                             | –                         |
| 16. Dezember 1990 – 2. Februar 1991 7 Wochen | 7                                         | Elton John                                | The Very Best of Elton John               | –                         |

## Jahreshitparaden
| ← 1989 ← | Liste der Nummer-eins-Hits in der Schweiz | Liste der Nummer-eins-Hits in der Schweiz        | Liste der Nummer-eins-Hits in der Schweiz | 1991 →   |
| \| Singles \| Position# \| Alben \| \| --------------------------------------------------------------------------------------------------------------------------------------------------------------------------- \| --------- \| ------------------------------------------------ \| \| Nothing Compares 2 U Sinéad O’Connor Prince \| 1 \| I Do Not Want What I Haven’t Got Sinéad O’Connor \| \| Verdammt, ich lieb’ Dich Matthias Reim Bernd Dietrich, Matthias Reim \| 2 \| Night Owls Vaya Con Dios \| \| I Promised Myself Nick Kamen \| 3 \| In ogni senso Eros Ramazzotti \| \| I Can’t Stand It Twenty 4 Seven Musik: Rudolfus van Rijen; Text: Rudolfus van Rijen, Cyriel E. Ricardo Overman, Tony Harrison-Dawson \| 4 \| Alannah Myles \| \| It Must Have Been Love Roxette Per Hakan Gessle \| 5 \| Foreign Affair Tina Turner \| \| Un’estate italiana Edoardo Bennato & Gianna Nannini Musik: Giorgio G. Moroder; Text: Edoardo Bennato, Gianna Nannini, Thomas Ross Whitlock \| 6 \| … But Seriously Phil Collins \| \| What’s a Woman? Vaya Con Dios Musik: Jean-Michel Henri Gielen, Danielle Marie Jacqueline Schoovaerts, Dirk Jean-Pierre Schoufs; Text: Danielle Marie Jacqueline Schoovaerts \| 7 \| Still Got the Blues Gary Moore \| \| Ooops Up Snap! Musik: Benito Benites, John Virgo Garrett III; Text: Benito Benites, John Virgo Garrett III, Durron Maurice Butler, Penny L. Ford \| 8 \| Reim Matthias Reim \| \| The Power Snap! Benito Benites, John Virgo Garrett III, Toni Colandreo \| 9 \| Joe Cocker Live Joe Cocker \| \| Black Velvet Alannah Myles Christopher William Ward, David Tyson \| 10 \| World Power Snap! \| |                                           |                                                  |                                           |          |
| ← 1989 |                                           |                                                  |                                           | → 1991 → |
| Singles | Position#                                 | Alben                                            |                                           |          |
| Nothing Compares 2 U Sinéad O’Connor Prince | 1                                         | I Do Not Want What I Haven’t Got Sinéad O’Connor |                                           |          |
| Verdammt, ich lieb’ Dich Matthias Reim Bernd Dietrich, Matthias Reim | 2                                         | Night Owls Vaya Con Dios                         |                                           |          |
| I Promised Myself Nick Kamen | 3                                         | In ogni senso Eros Ramazzotti                    |                                           |          |
| I Can’t Stand It Twenty 4 Seven Musik: Rudolfus van Rijen; Text: Rudolfus van Rijen, Cyriel E. Ricardo Overman, Tony Harrison-Dawson | 4                                         | Alannah Myles                                    |                                           |          |
| It Must Have Been Love Roxette Per Hakan Gessle | 5                                         | Foreign Affair Tina Turner                       |                                           |          |
| Un’estate italiana Edoardo Bennato & Gianna Nannini Musik: Giorgio G. Moroder; Text: Edoardo Bennato, Gianna Nannini, Thomas Ross Whitlock | 6                                         | … But Seriously Phil Collins                     |                                           |          |
| What’s a Woman? Vaya Con Dios Musik: Jean-Michel Henri Gielen, Danielle Marie Jacqueline Schoovaerts, Dirk Jean-Pierre Schoufs; Text: Danielle Marie Jacqueline Schoovaerts | 7                                         | Still Got the Blues Gary Moore                   |                                           |          |
| Ooops Up Snap! Musik: Benito Benites, John Virgo Garrett III; Text: Benito Benites, John Virgo Garrett III, Durron Maurice Butler, Penny L. Ford | 8                                         | Reim Matthias Reim                               |                                           |          |
| The Power Snap! Benito Benites, John Virgo Garrett III, Toni Colandreo | 9                                         | Joe Cocker Live Joe Cocker                       |                                           |          |
| Black Velvet Alannah Myles Christopher William Ward, David Tyson | 10                                        | World Power Snap!                                |                                           |          |